# 20902 Kylebeighle
20902 Kylebeighle è un asteroide della fascia principale. Scoperto nel 2000, presenta un'orbita caratterizzata da un semiasse maggiore pari a 2,7148204 UA e da un'eccentricità di 0,0047925, inclinata di 8,73281° rispetto all'eclittica.